# Буркард V фон Геролдсек
Буркард V фон Геролдсек (на немски: Burkard V von Geroldseck; * пр. 1236; † 1262) е господар на Геролдсек в Елзас.

## Произход
Той е син на Буркард IV фон Геролдсек († сл. 1238) и съпругата му, която е дъщеря на вилдграф Герхард I фон Кирбург († сл. 1198). Брат е на Симон I († сл. 17 юли 1274) и Хайнрих († 1273), който от 1263 г. е епископ на Страсбург.

## Фамилия
Буркард V фон Геролдсек се жени за дъщеря на Роберт фон Еш († 1262/1266) и Ерменгарда д' Аспремон († сл. 1271). Те имат децата:
- Буркард VI фон Геролдсек († сл. 1322), женен за Сузана фон Финстинген († сл. 1299)
- Валрам I фон Геролдсек († 28 декември 1296), женен за Алайдис де Лупи († сл. 1296)
- Робин фон Геролдсек († сл. 1301), капитулар в Страсбург
- ? Лудвиг фон Геролдсек († сл. 1281)